# Nokoreach
Nokor Reach (tiếng Khmer: បទនគររាជ, Vương quốc huy hoàng) là quốc ca của Campuchia. Bài hát này do Chuon Nath viết dựa trên một làn điệu dân ca Khmer. Nó được công nhận là quốc ca năm 1941 và được khẳng định lại vào năm 1947. Tuy nhiên, khi đảo chính của Lon Nol nổ ra năm 1970, nó bị thay thế bởi quốc ca của thể chế Cộng hòa Khmer. Sau khi Khmer Đỏ giành chính quyền năm 1975, các biểu tượng hoàng gia bao gồm quốc ca được phục dựng trong một thời gian ngắn. Tuy nhiên, một bài ca khác, Dap Prampi Mesa Chokchey (ngày 17 tháng Tư vẻ vang), được đưa lên làm quốc ca mới cho chế độ Campuchia Dân chủ. Sau khi thể chế này bị lật đổ (1979), Cộng hòa Nhân dân Campuchia lên thay, cũng không sử dụng lại bài này. Mãi cho đến khi cuộc Tổng tuyển cử Campuchia, 1993 kết thúc với chiến thắng thuộc về đảng bảo hoàng FUNCINPEC, bài Nokor Reach cùng quốc kỳ của Vương quốc Campuchia mới được phục hồi như cũ.

## Lời

### Lời Khmer và phiên âm
| Lời Khmer បទនគររាជ Đoạn 1 សូមពួកទេព្តា រក្សាមហាក្សត្រយើង អោយបានរុងរឿង ដោយជ័យមង្គលសិរីសួស្តី យើងខ្ញុំព្រះអង្គ សូមជ្រកក្រោមម្លប់ព្រះបារមី នៃព្រះនរបតី វង្សក្សត្រាដែលសាងប្រាសាទថ្ម គ្រប់គ្រងដែនខ្មែរ បុរាណថ្កើងថ្កាន។ Đoạn 2 ប្រាសាទសីលា កំបាំងកណ្តាលព្រៃ គួរអោយស្រមៃ នឹកដល់យសស័ក្តិមហានគរ ជាតិខ្មែរដូចថ្មគង់វង្សនៅល្អរឹងប៉ឹងជំហរ យើងសង្ឃឹមពរ ភ័ព្វព្រេងសំណាងរបស់កម្ពុជា មហារដ្ឋកើតមាន យូរអង្វែងហើយ។ Đoạn 3 គ្រប់វត្តអារាម ឮតែសូរស័ព្ទធម៌ សូត្រដោយអំណរ រំឮកគុណពុទ្ធសាសនា ចូរយើងជាអ្នក ជឿជាក់ស្មោះស្ម័គ្រតាមបែបដូនតា គង់តែទេវត្តានឹងជួយជ្រោមជ្រែង ផ្គត់ផ្គង់ប្រយោជន៍ឱយ ដល់ប្រទេសខ្មែរ ជាមហានគរ។ | Chuyển tự ALA-LC Pad Nagar Rāj Đoạn 1 Sūm buak devattā raksā mahā ksatr yoeṅ Qoy pān ruṅ rẏaṅ ṭoy jăy maṅgal sirī suasdī Yoeṅ khñuṃ braḥ qaṅg sūm jrak krom mláp braḥ Pāramī Nai braḥ Narapatī vaṅs ksatrā ṭael sāṅ prāsād thma Gráp graṅ ṭaen Khmaer purāṇ thkoeṅ thkān. Đoạn 2 Prāsād sīlā kaṃpāṃṅ kaṇṭāl brai Guar qoy sramai nẏk ṭál yas săktī Mahā Nagar Jātī Khmaer ṭūc thma gáṅ vaṅs nau lqa rẏṅ pʹẏṅ jaṃhar Yoeṅ sāṅghẏm bar bhăbv breṅ saṃṇāṅ rapás Kambujā Mahā raṭṭh koet mān yūr qaṅveṅ hoey. Đoạn 3 Gráp vatt qārām ḹ tae sū săbd dharm Sūtr ṭoy aṃṇar raṃḹk guṇ buddh'sāsnā Cūr yoeṅ jā qnak jẏa jâk smoḥ smăgr tām paep ṭūn dā Gáṅ tae devattā nẏṅ juay jrom jraeṅ phgád phgaṅ prayojn oy Ṭál prades Khmaer jā Mahā Nagar. | Chuyển tự IPA IPA: [ɓɑt̪ n̪ɔkɔː rɨəc] Đoạn 1 soːm puːək t̪eːʋɔt̪ɗaː reəʔksaː mɔhaː ksat̪ jəːŋ ʔaːoj ɓaːn̪ ruŋ rɨːəŋ ɗaːoj cej mɔːŋkɔl serej suəˈsɗej jəːŋ kʰɲom preəʰ ɑŋ soːm crɔk kraːom mlup preəʰ ɓaːrɑmej n̪ej preəʰ n̪ɔrɔˈɓɑɗəj ʋɔŋ ksat̪raː ɗaːel saːŋ praːsaːt̪ t̪ʰmɑ krup krɔŋ ɗaːen̪ kʰmaːe ɓoraːn̪ t̪ʰkaːəŋ t̪ʰkaːn̪ Đoạn 2 praːsaːt̪ sejˈla kɑmɓaŋ kɑn̪daːl prej kuːə ʔaːoj srɑmaj n̪ɨk dɑl juəʰ sak mɔhaː n̪ɔkɔː ciːət̪ kʰmaːe ɗoːuc t̪ʰmɑ kuŋ ʋɔŋ n̪ɨʋ lˈɑ rɨŋ pəŋ cumhɑ jəːŋ sɑŋkʰəm pɔː pʰoap preːiŋ sɑmnaːŋ rɑɓɑh kɑmpuˈciə mɔhaː rɑt̪ kaːət̪ miːən̪ juː ʔɑŋʋaːeŋ haəj Đoạn 3 krup ʋɑt̪ aːraːm lɨː taːe soː sɑp tʰɔɹ~tʰoa soːt̪ ɗaːoj ɑmn̪ɑ rumlɨk kun̪ put̪ saːʰsn̪aː coː jəːŋ ciːə neəʔ cɨːə ceəʔ smɑh smaʔ t̪aːm ɓaːeɓ ɗoːn̪ t̪ aː kuŋ t̪aːe t̪eːʋɔt̪ɗaː n̪ɨŋ cuːəj croːm crɛːŋ pkɑt̪ pkɑŋ prɑjaːoc aːoj ɗɑl̪ prɑt̪eh kʰmaːe ciːə mɔhaː n̪ɔkɔː |

## Lời Việt
Trời cao giúp đỡ che chở Quốc vương chúng ta,
Ban cho hạnh phúc và vinh quang,
Canh giữ làm chủ linh hồn và vận mệnh chúng ta.
Tổ tiên truyền lại cơ đồ sự nghiệp đời đời,
Ngẩng cao tự hào vương quốc cổ xưa.
Miếu đền đang ngủ sâu kín giữa rừng,
Nhớ thời kỳ vinh quang đại vương quốc,
 Dân tộc Khmer kiên cường như bàn thạch.
Chúng ta tin tưởng vào vận mệnh Kampuchea,
Thử thách Đế chế qua nhiều thời đại.
Tấm tắc ngợi ca từ trên Phật tháp,
Kể lại hồi ức Phật giáo huy hoàng,
Chúng ta trung thành tín ngưỡng của tổ tiên.
Vì thế, trời đất sẽ giúp phát triển phồn vinh,
Campuchia, Đại vương quốc.